# Imagina Games Awards
Les Imagina Games Awards sont des récompenses attribuées ponctuellement aux développeurs de jeu vidéo dans le cadre du festival Imagina qui se déroule à Monaco et où sont présentées les dernières technologies 3D. Ils récompensent notamment des personnalités et des projets étudiants.

## Palmarès 2004

### Meilleur jeu de l'année
- Beyond Good and Evil (Ubisoft)
- Prince of Persia : les Sables du temps (Ubisoft)
- The Legend of Zelda: The Wind Waker (Nintendo)

### Meilleur premier jeu
- Republic: The Revolution (Elixir Studios, Eidos Interactive)
- Call of Duty (Infinity Ward, Activision) pour Grant Collier

### Meilleur jeu online
- Final Fantasy XI (Square Enix)
- Tom Clancy's Rainbow Six 3: Raven Shield (Ubisoft)
- Star Wars Galaxies (Sony Online Entertainment, LucasArts) pour Rich Vogel et Haden Blackman

### Jeu français le plus innovant
- In Memoriam (Lexis Numérique, Ubisoft) pour Éric Viennot
- Beyond Good and Evil (Ubisoft)
- XIII (Ubisoft)

### Meilleur chef de projet
- The Legend of Zelda: The Wind Waker (Nintendo)
- Prince of Persia : les Sables du temps (Ubisoft) pour Patrice Desilets
- Tom Clancy's Splinter Cell (Ubisoft)

### Meilleur scénariste
- In Memoriam (Lexis Numérique, Ubisoft)
- Star Wars: Knights of the Old Republic (BioWare, LucasArts)
- Beyond Good and Evil (Ubisoft) pour Jacques Exertier

### Meilleur responsable son
- Call of Duty (Infinity Ward, Activision)
- Star Wars: Knights of the Old Republic (BioWare, LucasArts)
- XIII (Ubisoft) pour Alkis Argyriadis

### Meilleur designer graphique
- Prince of Persia : les Sables du temps (Ubisoft)
- XIII (Ubisoft) pour Nathalie Moschetti
- The Legend of Zelda: The Wind Waker (Nintendo)

### Meilleur projet étudiant
- Witch Racing Championship (LISAA)
- Poupou II : le Retour de Grosco (École Émile-Cohl de Lyon)
- Nano Future (DESS du Jeu vidéo et des Médias interactifs) pour Benjamin Detaevernier et son équipe

### Prix du jeune chercheur en jeu vidéo
- Pieter Spronck pour On line adaptation of game opponent AI in simulation and in practice
- Jesper Juul pour Working with the Player's Repertoire

### Meilleur personnage de jeu
- Abe
- Crash Bandicoot
- Donkey Kong
- Lara Croft
- Link
- Maria
- Mario Bros.
- Rayman
- Solid Snake
- Sonic

## Palmarès 2006

### Grand prix
- World of Warcraft

### Meilleur concept
- Project Rub

### Meilleurs graphismes
- F.E.A.R.

### Meilleure technologie
- F.E.A.R.

### Grand prix étudiant
- La Goutte (Isart Digital)

### Meilleurs graphismes étudiant
- Le Jardin de Mirabelle (ENJMIN)

## Imagina Awards remis à des jeux vidéo
En dehors des Imagina Games Awards, des Imagina Awards généraux sont parfois remis à des jeux vidéo.
- En 2005, Prix de l'animation pour le trailer d'Onimusha 3: Demon Siege
- En 2008, Meilleur jeu vidéo pour Rock Band
- En 2009
  - Les nommés dans la catégorie Meilleur jeu vidéo  dans la catégorie Professionnels sont :
    - Dracula 3 : La Voie du dragon.
    - Nikopol : La Foire aux immortels.
    - World of Warcraft: Wrath of the Lich King.

  - Dans la catégorie Écoles & Universités :
    - Alice en Pièces (SupInfoGame)
    - Color Squad (LISAA)
    - Shadow (Isart Digital)